# Kamalapura, Narasimharajapura
Kamalapura là một làng thuộc tehsil Narasimharajapura, huyện Chikmagalur, bang Karnataka, Ấn Độ.